# Сікоза Віктор Олександрович
Віктор Олександрович Сікоза — український військовослужбовець, полковник Військово-Морських Сил Збройних Сил України, командир 36-ї окремої бригади морської піхоти (2022–2024). Учасник російсько-української війни. Герой України.

## Життєпис
Народився на Херсонщині. Після закінчення Одеського інституту сухопутних військ розпочав військову службу у 84-му окремому механізованому батальйоні берегової оборони в селі Перевальне Сімферопольського району, де надалі було сформовано 36-ту окрему бригаду берегової оборони.
Разом з дружиною виховує сина.

## Бойовий шлях
На початку російської збройної агресії проти України у званні капітана служив на посаді командира 3-ї гірсько-піхотної роти гірсько-піхотного батальйону 36-ї бригади берегової оборони в Перевальному. Гірсько-піхотний батальйон під командуванням підполковника Юрія Головашенка організував оборону військової частини і до останнього чинив опір російським окупантам, попри зраду командира бригади Сергія Стороженка. Командир роти Сікоза був із тих офіцерів, хто не зрадив присязі, виводив свою роту з окупованого російськими військами Криму на Миколаївщину, де підрозділ був тимчасово розташований у м. Очаків.
У травні 2014 у складі зведеної тактичної групи виїхав на кордон із Придністров'ям, де підрозділ замінив десантників 79-ї аеромобільної бригади і ніс службу на блокпостах до вересня.
Наприкінці 2014 очолив сформовану ротно-тактичну групу морської піхоти, яка була направлена в Сектор М для участі в антитерористичній операції на Сході України, у районі Талаківки і Гнутового.
Призначений заступником командира батальйону 36-ї окремої бригади морської піхоти. В лютому 2015 брав участь у боях із деблокації бійців батальйонів Нацгвардії «Азов» і «Донбас» в Широкиному. Надалі призначений на посаду командира батальйону.
Батальйон Сікози утримував позиції біля села Широкине ОТУ «Маріуполь» до літа 2017, коли підрозділи бригади були виведені із зони АТО до місць постійної дислокації.
З 25 лютого 2022 року бере участь у відбитті повномасштабного російського вторгнення. Зокрема, його підрозділ обороняв Маріуполь.
У квітні 2022 Сікоза був призначений на посаду командира 36-ї ОБрМП. Під його керівництвом бригада виконувала бойові завдання на Херсонському напрямку, потім перейшла в оперативне підпорядкування командира ОТУ «Донецьк».
11 квітня 2024 року полковник Сікоза полишив посаду командира 36-ї окремої бригади морської піхоти, та, за власними словами, передав командування «в надійні руки».
|  | Дорогі брати по зброї! Від сьогодні передаю командування нашою великою бойовою сім’єю в надійні руки. Я говорю «сім’єю», бо за ці роки «тридцять шоста», як звикли всі називати нашу славетну бригаду, була завжди для мене справжньою домівкою. Весь мій шлях професійного військового від служби в Криму, виводу військ з окупованої території, АТО/ООС, повномасштабної війни і до сьогодні пройшов пліч-о-пліч разом з вами - кращими синами та доньками України в одному бойовому строю. Героїзм та звитяги нашої бригади сколихнули весь світ, а спогади про наші спільні подвиги обов’язково увійдуть у підручники історії України та військового мистецтва. Коли здавалось, що темні часи беруть перевагу, саме завдяки вашій мужності, професіоналізму та незламності духу нам вдалося наростити спроможності та відродити бойову славу бригади. Кожен з вас твердо знає що морська піхота – це не професія, а стан душі, зі своїми традиціями та характером. Саме це нас робить кращими з кращих, але і саме це накладає на нас додаткову відповідальність. Адже наш головний девіз «Вірні завжди» долею перевіряється у найскрутніші моменти. Ми з честю пройшли через горнило війни в найзапекліших точках театру бойових дій. Разом з бойовою славою маємо й трагічні сторінки в нашій історії. Свято памʼятаймо загиблих в бою морпіхів. Бажаємо найшвидшого повернення у стрій пораненим побратимам. Чекаємо повернення додому поневолених братів. Помстимося! Вдячний кожному морському піхотинцю бригади, хто в тилу та на передовій невпинно наближає Перемогу. Слава 36 окремій бригаді морської піхоти! З повагою, полковник Віктор Сікоза. |

## Нагороди
- Звання Герой України з врученням ордена «Золота Зірка» (3 вересня 2023) — за особисту мужність і героїзм, виявлені у захисті державного суверенітету та територіальної цілісності України, самовіддане служіння Українському народу[7][8]
- Орден Богдана Хмельницького I ст. (14 березня 2022) — за особисту мужність під час виконання бойових завдань, самовіддані дії, виявлені у захисті державного суверенітету та територіальної цілісності України, вірність військовій присязі[9]
- Орден Богдана Хмельницького II ст. (21 травня 2021) — за особисту мужність, самовіддані дії, виявлені у захисті державного суверенітету і територіальної цілісності України, зразкове виконання військового обов'язку та з нагоди Дня морської піхоти України[10]
- Орден Богдана Хмельницького III ст. (22 серпня 2016) — за особистий внесок у зміцнення обороноздатності Української держави, мужність, самовідданість і високий професіоналізм, виявлені під час бойових дій та при виконанні службових обов'язків[11]
- Нагрудний знак «Гідність та честь» (девіз знаку «Обов'язок виконано з честю»), нагорода від Миколаївської обласної ради (08.08.2017)[12]